# Martin Heinrich Klaproth
Pour les articles homonymes, voir Klaproth.
Martin Heinrich Klaproth (né le 1er décembre 1743 à Wernigerode, dans le Harz en royaume de Prusse et mort le 1er janvier 1817 à Berlin) est un chimiste, apothicaire et minéralogiste prussien.

## Biographie
Le jeune sujet prussien Martin Henri Klaproth, accomplit des études de pharmacologie et de philosophie naturelle avant de s'installer comme apothicaire. Après avoir été successivement assistant en pharmacie à Quedlinbourg, Hanovre, Berlin et Dantzig, il vient à Berlin à la mort de Valentin Rose (de), en 1771, pour prendre la direction de son commerce. En 1780, il fonde un établissement pharmaceutique à son propre compte dans la même ville et prend des responsabilités dans le cadre de sa profession. En 1782, il est déjà assesseur pharmaceutique du Ober-Collegium Medicum. En 1787, il est le conférencier désigné en chimie et pharmacie dans l'Artillerie royale de Prusse.
Il suit avec intérêt les démonstrations précises du chimiste français Antoine de Lavoisier. En 1788, il répète à l'académie des sciences de Berlin les expériences de Lavoisier. Les controverses avec les partisans de Georg Stahl ne l'effraient pas : il adhère au point de vue d'une chimie quantitative et réclame de la clarté par des opérations précises et connues, et non des élucubrations et des pseudo-généralités considérées comme catégoriques. Avec les partisans de la chimie lavoisienne, il pose l'impératif de la publication des résultats numériques, l'analyse chimique ne peut être fondée et améliorée qu'avec cette exigence scientifique. Cette transparence humble des recherches doit permettre un véritable contrôle des données, avant de montrer les parties démonstratives encore floues qui appellent des gains de précision et de mener à l'identification et à l'élimination des sources d'erreurs, qu'elles proviennent du matériel, de fautes de raisonnement, de manipulations erronées ou simplement d'oubli. La démarche lavoisienne confirme l'exigence technique qu'il avait appliquée à sa propre démarche : il comprend qu'il faut mettre au point des protocoles techniques simples et pratiques, par exemple dans le cas de la technique de dessication jusqu'à masse constante. L'opérateur sur chaque échantillon note les résultats successifs des pesées après un temps de dessication contrôlé et mesuré. Ces procédures s'étendent en amont des expériences, la purification des réactifs est impérative selon des méthodes reproductibles et connues de tous.
C'est un tournant dans sa vie professionnelle. Il abandonne la carrière de marchand pharmacien en 1788 pour se consacrer à la chimie et à la minéralogie dans son laboratoire de Berlin. Il enseigne déjà la chimie à Berlin. Il deviendra professeur de chimie à l'école d'artillerie, ainsi qu'au collège médico-chirurgical, toujours à Berlin.
Il entreprend des études techniques sur la minéralogie, en s'essayant notamment à l'analyse chimique quantitative des minéraux. Il montre, en 1788, l'identité de composition de la calcite et de l'aragonite. Ce ne sont que deux principales variétés cristallines de carbonate de calcium CaCO3.
En 1789, il décrit des nouveaux minéraux, l'urane et la zircone. Il isole ce qu'il croit un corps simple semi-métal appelé l’uranite, c'est-à-dire en réalité un oxyde d'uranium, à partir de la pechblende extraite de Joachimsthal, alors dénommée urane (communication du 24 septembre 1789 à l'Académie royale prussienne des sciences et intitulée « Ueber den Uranit, ein neues Halbmetall »). L'uranium métal n'est véritablement isolé qu'en 1841 par Eugène-Melchior Péligot.
En 1789, il montre que la zircone ou zircon correspond à un oxyde d'un élément inconnu, qu'il nomme le zirconium. Berzélius ne prépare le premier échantillon de corps simple qu'en 1824.
Il analyse aussi le grenat blanc, l'argent rouge ou sulfure d'argent et d'arsenic, le molybdate de plomb… Il publie ses travaux dans les Mémoires de l'Académie des Sciences, dans les Mémoires de la société d'Histoire naturelles, dans le Journal de physique, les Annales de chimie. Ce chercheur européen participe à un grand nombre de recueils de chimie ou de sciences, par exemple la bibliothèque physico-chimique de Hermstaedt, le magasin hélvétique de Laepfner, les Annales de Crell, le Journal des Mines de Rohler. À partir de 1790, il publie De la connaissance chimique des minéraux, en y ajoutant des suppléments. L'ouvrage réédité de 1795 à 1825 compte sept volumes in-octo.
Dès les années 1790, le chimiste allemand Klaproth s'impose progressivement parmi les arbitres scientifiques dans le monde germanique et nordique. Son laboratoire est à la pointe de la recherche chimique européenne.
Après une analyse d'échantillons de rutile, il confirme en 1792 la découverte de l'élément titane, qu'il dénomme en 1795. En 1793, il analyse le sulfate de strontium et l'oxyde correspondant strontiane, de manière indépendante de Crawford et de Hope.
Il isole le chrome en 1797, de manière indépendante du chimiste Vauquelin.
Il confirme en le dénommant l'élément tellure en 1798, le corps simple est extrait à partir de minerai à base de sylvanite et peut-être de traces de tellure natif.
Ce docteur en philosophie, conseiller du comité sanitaire et médicale, est en 1800 membre de l'Académie des sciences de Prusse, et associé à l'institut de France. Il est professeur à l'École des mines. Il figure déjà avec le chimiste suédois Bergman parmi les « pères de la chimie analytique. » Son laborieux travail entrepris en chimie analytique a fait des émules, car quelques décennies après sa mort, la chimie allemande bénéficie déjà d'excellentes méthodes de base et de techniques standards, qui servent de modèle à la chimie européenne, qu'elle soit nordique, italienne ou russe, française ou anglo-saxonne. Mais c'est aussi de son vivant, juste après l'effondrement causé par les fumeuses théories de Stahl, que Klaproth et ses disciples redonnent des lettres de crédibilité et de noblesse à la chimie allemande.
Il prépare l'oxyde de cérium en 1803, de manière indépendante de Berzélius et Hisinger et, de ce fait, participe à la découverte du cérium. Il confirme les diverses observations anglaises sur le platine et les premiers éléments platinoïdes reconnus, notamment celles de William Hyde Wollaston et Smithson Tennant, non sans entériner quelques erreurs de Wollaston.
Avec le chimiste Wolf, le vieux chimiste entreprend un dictionnaire de chimie, qui paraît en quatre volumes in-octo de 1807 à 1809. La traduction française est réalisée en 1810 par Bouillon, Lagrange et Wogel. Ses mémoires de chimie concernant en particulier les diverses analyses de minéraux sont déjà recueillis à part en deux volumes in-octo et traduit en 1807 par Tassaërt à Paris.
Klaproth, appelé par le pouvoir régalien de Prusse, participe activement, après l'effondrement de la nation prussienne face à l'Empire français en 1809 à la rénovation de l'enseignement étatique et à la fondation de l'université de Berlin, grâce à l'activité de son fonctionnaire représentant, Wilhelm von Humboldt. En 1810, il est le premier titulaire de la chaire de chimie de cette université.
Il est le père de Heinrich Julius Klaproth (1783-1835), aussi appelé Henri Jules, orientaliste célèbre. Il est enterré au cimetière de Dorotheenstadt de Berlin.

## En minéralogie
On lui doit la description de nombreuses espèces minérales dont :
- grammatite (synonyme de trémolite) ;
- natrolite ;
- noséane, en 1815 ;
- tellure, en 1802.

Il a été le dédicataire d'espèces minérales :
- la klaprothite (par Petersen), qui fut déclassée par l'IMA. Il s'agit d'un mélange de deux espèces minérales : l'emplectite, et la wittichenite (de) ;
- la klaprothite (par Beudant), qui en fait un synonyme de lazulite.

### Source
- (en) Biographie sommaire de Martin Heinrich Klaproth